# 炉房乡
炉房乡，是中华人民共和国云南省昭通市巧家县下辖的一个乡镇级行政单位。

## 行政区划
炉房乡下辖以下地区：
炉房村、噜布村、底里村、荒田村、鸡噜村和噜德村。